# Elin Pelin (Autor)

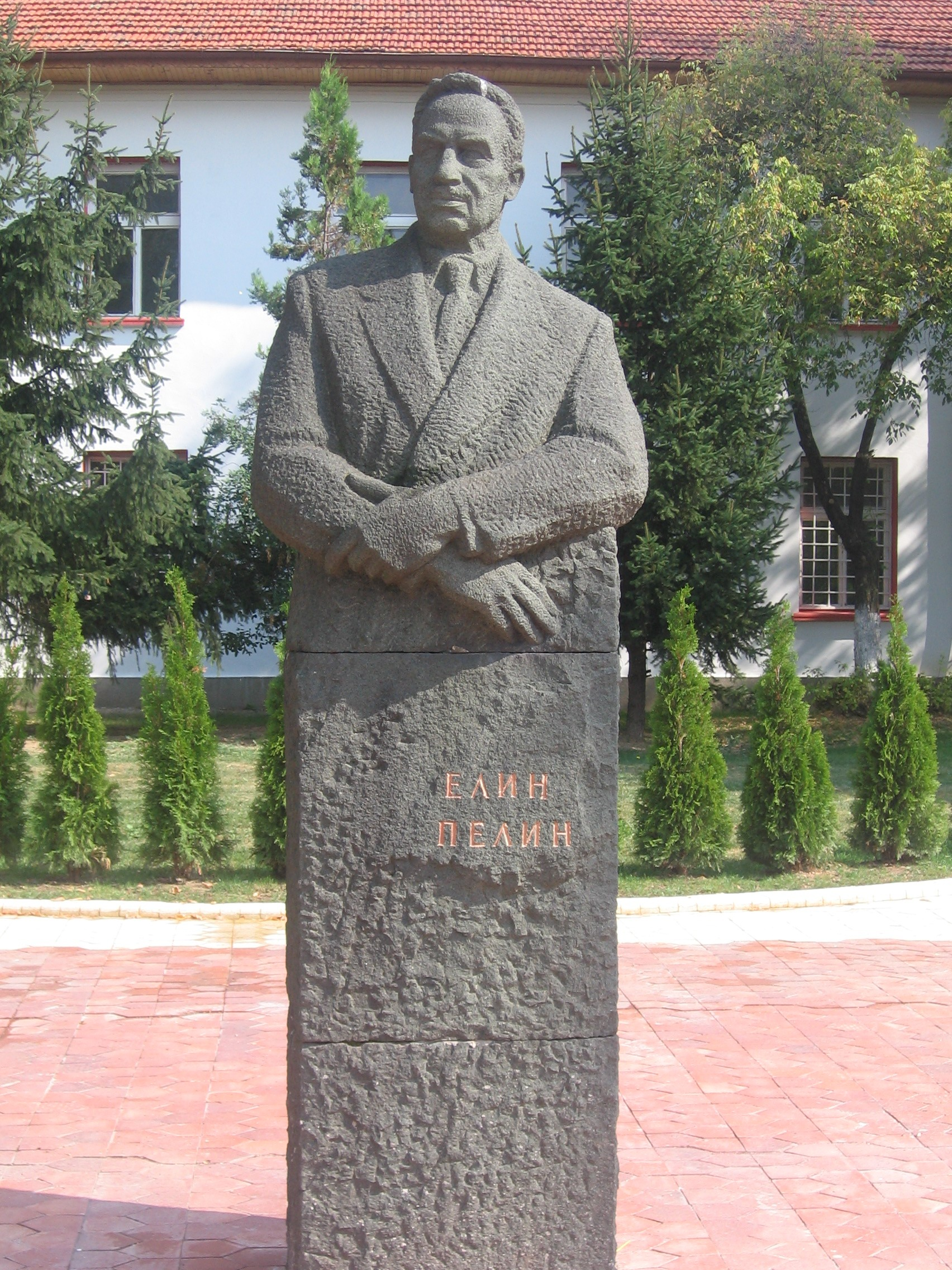
Denkmal in der Stadt Elin Pelin

Elin Pelin (bulgarisch Елин Пелин; * 8. Juli 1877 in Bajlowo; † 3. Dezember 1949 in Sofia), bürgerlich Dimitar Iwanow Stojanow (bulg. Димитър Иванов Стоянов) war ein bulgarischer Schriftsteller mit Erzählungen aus der Welt des bäuerlichen Lebens.

## Leben
Der Spross einer Großfamilie aus dem Dorf Bajlowo bei Sofia begann früh zu lesen und zu schreiben. Nach einer Lehrerausbildung unterrichtete er 1895 ein Jahr lang in seiner Geburtsstadt. 1901 erschien seine erste Veröffentlichung, deren Erfolg ihn ermutigte, nach Sofia zu ziehen. Dort arbeitete Pelin als Bibliothekar der Universitätsbibliothek und erfand sein später berühmtes Pseudonym (pelin = bulg. für Beifuß). 1906–1907 lebte der schon populäre Autor in Frankreich, um die Landessprache zu erlernen. Von 1910 bis 1916 war er Direktor für besondere Sammlungen der Bulgarischen Nationalbibliothek sowie Herausgeber einer Reihe von Periodika, unter anderem der Kinderzeitschrift Weseluschka. Während des Zweiten Weltkrieges diente er als Kriegsberichterstatter.

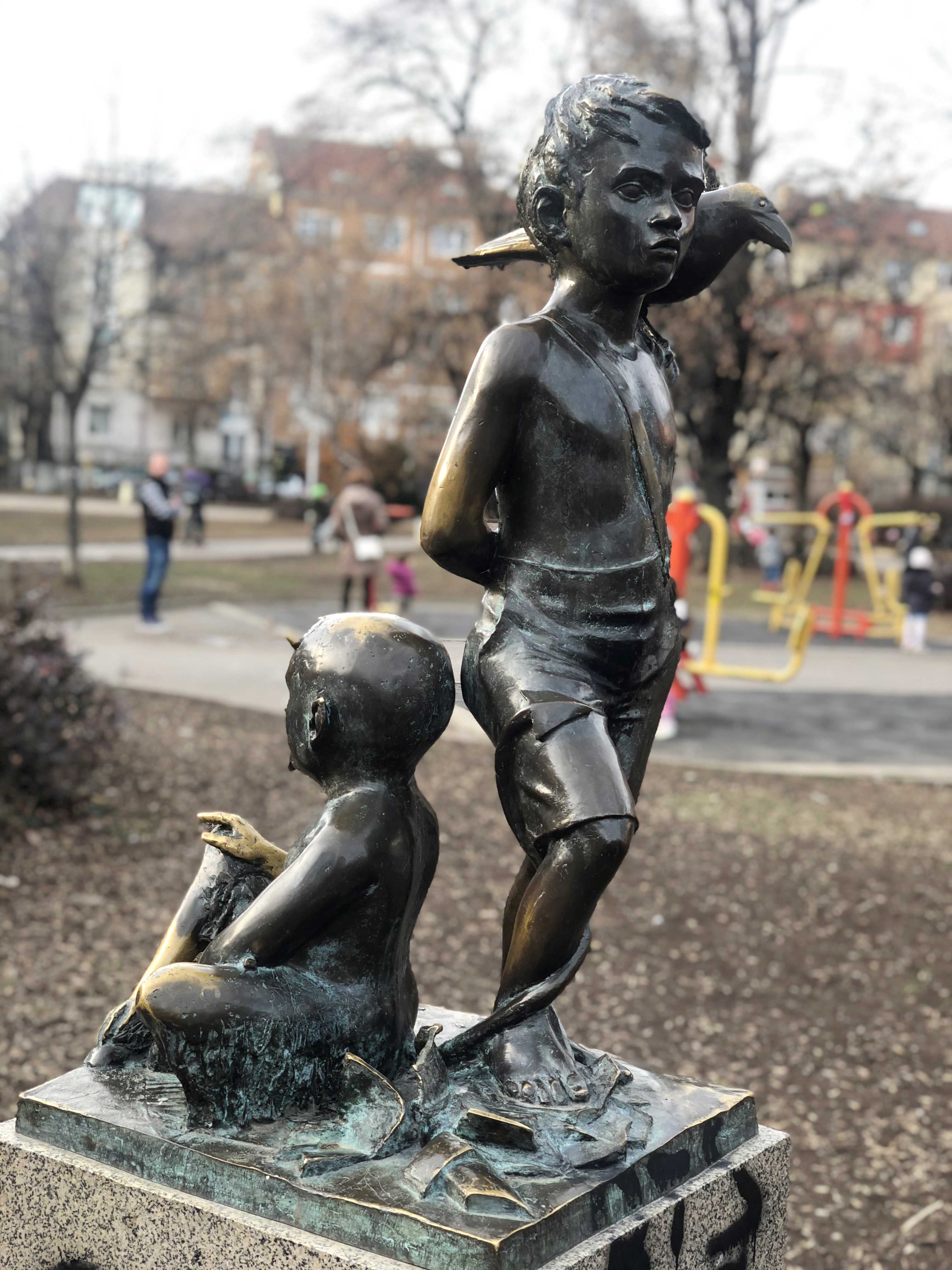
Jan Bibijan von Nikolai Nikolow-Zikow (2006) in Sofia

1911 erschien eines seiner bekanntesten Werke, Die Geráks (bulgarisch: Гераците/Geratsite). Es beschreibt eine traditionelle Dorffamilie während der Entwicklung vom einfachen Landleben zur modernen bulgarischen Gesellschaft; eine Welt, in der die alten Werte familiärer Liebe und Erdverbundenheit in Auflösung begriffen sind. Sein zweites großes Werk Erde (bulgarisch: Земя/Semja) wurde 1922 gedruckt. In diesem Buch entwarf Pelin ein Panoptikum von Figuren, die das nationale Selbstverständnis widerspiegeln.

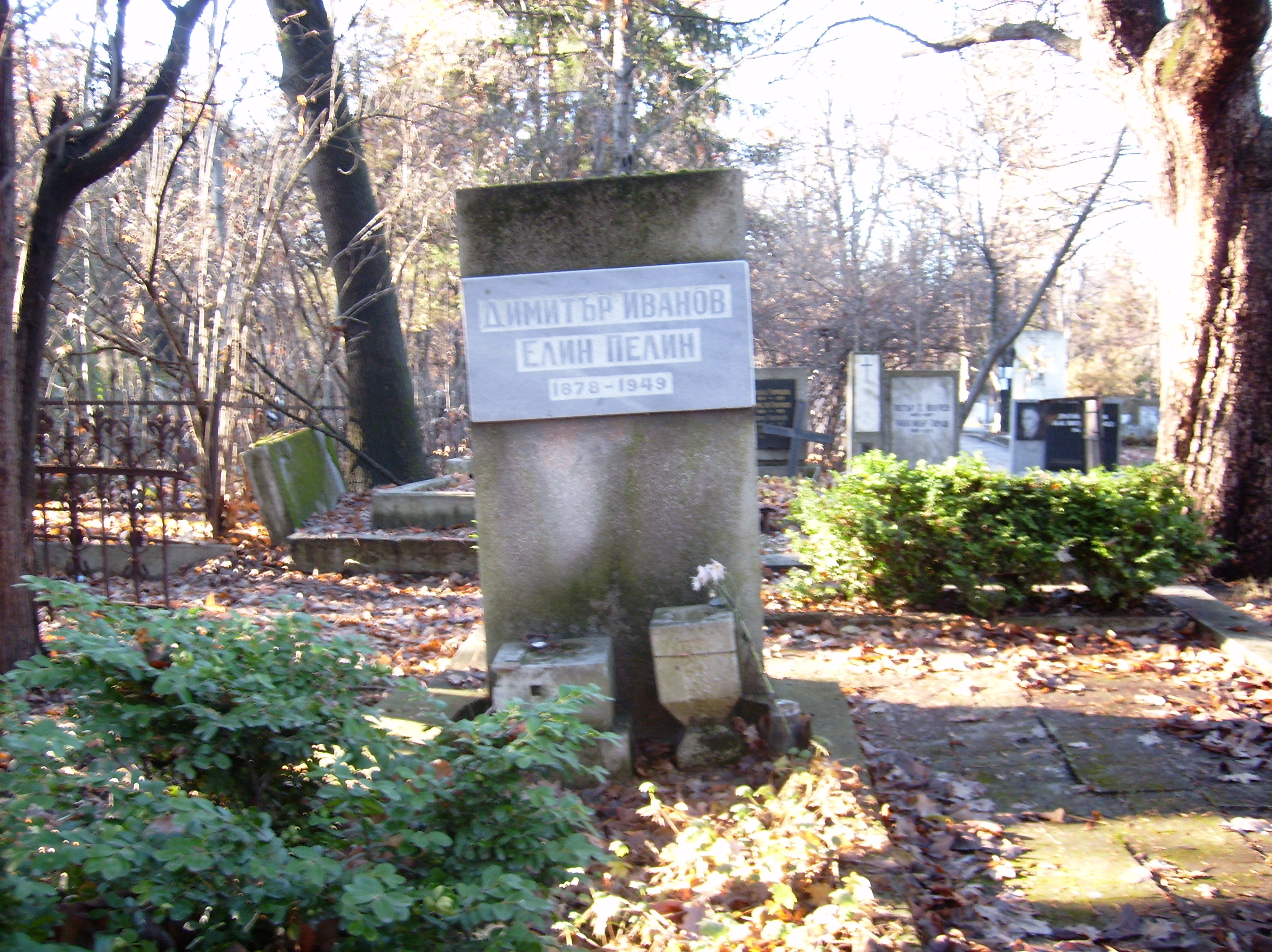
Pelins Grab in Sofia

Pelins Arbeiten – Gedichte, Kurzgeschichten und Novellen – enthalten die bäuerliche und ländliche Atmosphäre des alten Bulgariens. Er hatte eine Vorliebe für Kurzgeschichten, darunter ist der humoristische Text Pischo und Penda (bulg. Пижо и Пенда) vielleicht die bekannteste. Als herausragender Vertreter der bulgarischen Prosa trug er auch maßgeblich zur bulgarischen Kinderliteratur bei. Sein Märchen Jan Bibijan und seine Mondreisen entzücken noch heute.
1924 bis 1944 war Pelin neben seiner schriftstellerischen Arbeit Konservator am Iwan-Wasow-Museum. 1940 wurde er Präsident des bulgarischen Schriftstellerverbandes. Nach dem Zweiten Weltkrieg gelang es ihm, ein Arbeitsverbot zu vermeiden. Die kommunistische Regierung stufte ihn als „realistischen, kritischen Autor“ ein, als „Vorläufer des sozialistischen Realismus“, der zwar nicht die wahre Natur der Bourgeoisie begriffen habe, jedoch das Arbeitsleben und den individuellen Widerstand ausgebeuteter Landarbeiter richtig beschrieben habe.
Erde und Die Geráks wurden neben anderen Werken mehrfach verfilmt (1930 und 1957 bzw. 1958).

## Ehrungen
Die bulgarische Stadt Elin Pelin ist nach dem Autor benannt. Gleiches gilt seit 2008 für den Elin Pelin Point, eine Landspitze von Smith Island in der Antarktis.